# Arthur Heineman
Arthur S. Heineman (1878–1974) foi o inventor e arquiteto principal do primeiro motel do mundo, o Motel Inn. Ele foi originalmente chamado de Milestone Mo-Tel e está localizado em San Luis Obispo, Califórnia. Foi inaugurado em 12 de dezembro de 1925. Embora tenha sido planejado para ser apenas o primeiro de uma cadeia de dezoito tribunais de automóveis, Heineman não conseguiu registrar o nome como marca, o que permitiu que os concorrentes usassem o nome e seus planos para estender o próprio conceito foram afundados.
Ele também projetou (ou co-projetou, juntamente com um ou ambos os seus irmãos) uma série de casas notáveis em Pasadena, Califórnia, incluindo as seguintes casas:
- A casa dos Parsons em 444 E. California Blvd., construída durante 1909–10[1]
- Bowen Court, em 539 E. Villa St., uma grande casa em forma de "L" construída durante 1910–12 que é a mais antiga casa de estilo bangalô em Pasadena (e está listada no Registro Nacional de Lugares Históricos)
- A casa em 674 Elliot Drive, uma casa de madeira no estilo American Craftsman construída em 1911 (listada no Registro Nacional de Lugares Históricos)
- A casa em 1186 W. 27th St., que é uma das poucas casas no estilo American Craftsman em seu bairro histórico[1]
- A casa em 1233 Wentworth Ave., uma casa no estilo cotswold construída em 1917 (listada no Registro Nacional de Locais Históricos)

## A experiência e os negócios de Heineman
Heineman mudou-se com sua família de Chicago para Pasadena e começou sua carreira como especulador imobiliário, assim como seus irmãos Alfred e Herbert. Ele terminou seus primeiros edifícios em 1905. Por volta de 1906, ele formou uma sociedade chamada "Heineman and Heineman" junto com Herbert, que era um empreiteiro de construção de sucesso. Ele acabou se tornando um arquiteto registrado, apesar de não ter nenhum treinamento formal, e começou a trabalhar junto com seu outro irmão Alfred, que também era um arquiteto (sem treinamento e sem registro). Apesar do nome de Arthur ser listado em primeiro lugar na parceria, denominado "Arthur S. Heineman, Architect e Alfred Heineman, Associates", Alfred tornou-se o designer-chefe de facto dos dois, e eles continuariam a trabalhar juntos até cerca de 1939.